# Skylar Grey
Holly Brook Hafermann, professionellt känd som Skylar Grey, född 23 februari 1986 i Mazomanie, Wisconsin, är en amerikansk modell, sångerska, låtskrivare och skivproducent. Hon är bland annat en av låtskrivarna till låten "Love the Way You Lie" av Eminem och Rihanna och medverkar på låten "Bed of Lies" av Nicki Minaj där hon också är en av låtskrivarna. 2006 släpptes Skylar Greys debutalbum Like Blood Like Honey.